# Burhan al-Din Abd al-Samad
Burhan al-Din Abd al-Samad (+ 1432) fou un amir (general) al servei de Tamerlà primer i després d'Iskandar i de Xah Rukh. Era fill de l'amir Saif al-Din Barles i gendre i gendre de l'amir Sulayman Xah. Dues de les seves germanes estaven casades a prínceps timúrides.
El 1405 va secundar al seu sogre en la seva revolta contra Xah Rukh i quan la rebel·lió va fracassar es va posar al servei de Pir Muhammad de Fars. Quan aquerst fou assassinat pel seu visir Khoja Husayn el 1409, no va voler donar suport a l'assassí optant per Iskandar, i se'n va anar a Yadz on hi havia molts amirs lleials al príncep mort i cointraris a Khoja Husayn. Iskandar fou proclamat a Siraz i aleshores el daroga de Yadz, Abu Bakr, secundat per la majoria dels amirs, que eren lleials a Pir Muhammad però també contraris a Iskandar, es van revoltar i van arrestar a Abd al-Samad i a l'amir Tahir. Abu Bakr va confiscar el bens de Begh Mulk Agha, l'esposa d'Iskandar, a la que va expulsar de Yadz; Iskandar va enviar a tres amirs a assetjar Yadz; els principals amirs d'Iskandar eren Sadik, Kayumurz, Bayan i Halbanxah; els amirs de Yadz per contra es declaraven fidels a la memòria de Pir Muhammad. Ambdues parts van xocar a la rodalia de Yadz i les forces d'Iskandar van obtenir la victòria.
Els victoriosos generals d'Iskandar van assetjat Yadz. La ciutat va arribar a l'últim extrem i finalment els habitants van alliberar al general Abd al-Samad i el van enviar a negociar i poc més tard també van alliberar al general Tahir però sense poder sortir de la ciutat. El cap dels rebels de Yadz, amir Abu Bakr va resignar el comandament en favor de Tahir, que va aprofitar l'ocasió per convidar als assetjadors a entrar a la ciutat. Iskandar en va nomenar governador a l'amir Yusuf Khalil. Abd al-Samad va quedar al servei d'Iskandar que poc després el va enviar a intentar un cop de mà contra Jerbadekan.
El 1410 Iskandar va intentar conquerir l'Iraq Ajamita i va enviar a dos amirs: Abd al-Samad i Sadik. Esfahan fou assetjada i Rustem la va evacuar. Khalil Sultan que havia anat allí a fer de mediador, s'hi va mantenir algun temps però finalment la va evacuar per la fam que hi regnava i les forces d'Iskandar es van acabar apoderant de la ciutat. El 1411 Abd al-Samad va participar en la campanya de Kirman i va obtenirt una victòria notable sobre l'amir Sultan Husayn Barles a Khabis.
El 1414 Iskandar va quedar assetjat a Esfahan per les tropes imperials de Xah Rukh. Siraz es va revoltar i els fills d'Iskandar i els fills dels amirs Abd al-Samad, Xaikh Yesaul, Yusuf Kurji i Daran (els de mes confiança d'Iskandar) foren arrestats. Siraz es va sotmetre a l'emperador. El 28 d'agost de 1414 Esfahan fou conquerida a l'assalt després de combatre tot el dia fins a la nit; Iskandar i els seus es van retirar a la ciutadella. L'amir Abd al-Samad va fugir i es va presentar a l'emperador. Aquest era un cop decisiu que va forçar a Iskandar a fugir precipitadament (però aviat fou atrapat). Abd al-Samad va passar al servei de l'emperador, tot i que el 1406 havia participat a la revolta de Said Khoja.
Vers el 1430 va exercir el govern d'Esfahan on estava quan va norir. Fins a la seva mort el 1432 va servir lleialment i va ocupar llocs importants,i va servir com a amir-diwan, tavachi i governador de la ciutat.